# 130/30
Mit 130/30 werden Aktienfonds bezeichnet, die über den Einsatz von Derivaten sowohl auf steigende Kurse setzen (Long-Position) als auch auf fallende Kurse spekulieren (Short-Position) können. Die Grenze für eine Long-Position entspricht einem Investitionsgrad von 130 %, diejenige für eine Short-Position 30 %, woraus sich die Bezeichnung ableitet. 130/30-Fonds können also genau wie Hedgefonds in verschiedenen Marktphasen Gewinne (oder auch Verluste) erzielen.

## Geschichte
Die Gründe, weshalb sich gerade diese Relation am Markt etabliert hat, sind nicht endgültig geklärt. Von einigen Fondsanbietern ist zu erfahren, dass dieses ein Verhältnis sei, das sich in theoretischen Studien als am vorteilhaftesten bei der Betrachtung der zusätzlichen Erträge gegenüber der zusätzlichen Wertschwankung erwiesen hat.
Zu Beginn des Jahres 2008 gab es bereits von vielen großen Fondsanbietern in Deutschland Investmentfonds, die auf diese Strategie aufbauen, darunter unter anderem DWS Investments, Cominvest, JPMorgan und Goldman Sachs.

## Strategie
Die Strategie eines solchen Fonds baut darauf auf, dass ein Fondsmanager teilweise auch auf fallende Kurse wetten kann und somit flexibler ist, wodurch die Chance besteht, auch bei fallenden Kursen bessere Renditen gegenüber normalen Investmentfonds (Long-only-Strategien) zu erzielen. Gemäß der eingegangenen Positionen gibt es vier Erfolgsmöglichkeiten:

### Long-Positionen richtig/Short-Positionen richtig
Outperformance gegenüber normalen Investmentfonds aufgrund der Hebelwirkung der eingegangenen Positionen.

### Long-Positionen richtig/Short-Positionen falsch
Verluste aus den Short-Positionen sollten die Zusatzgewinne aus den überinvestierten (130 %) Long-Positionen eliminieren, wodurch am Ende Gewinne erzielt werden sollten, die denen normaler Investmentfonds entsprechen.

### Long-Positionen falsch/Short-Positionen richtig
Quasi inverse Situation wie bei der vorherigen Marktsituation. Die Gewinne aus den Short-Positionen decken etwa die Verluste aus dem Überinvestment der Long-Positionen, wodurch am Ende wieder eine Rendite entstehen sollte, die der normaler Investmentfonds entspricht.

### Long-Positionen falsch/Short-Positionen falsch
Aufgrund der Hebelwirkung der eingegangenen Positionen bricht in diesem Fall der Fonds stärker ein als ein normaler Vergleichfonds. Dadurch wird deutlich, dass für einen Anleger in diese Strategie nicht nur die Ertragschancen höher sind, sondern auch ein größeres Verlustrisiko besteht.

## Kritik
Das 130/30-Modell kombiniert quasi derivative Elemente mit herkömmlichem Aktieninvestment in Form von Long-Positionen in einem Aktienfonds, wodurch per se eine Steigerung von Gewinn- und Verlustrisiko entsteht. Die Strategie baut darauf auf, dass die Fondsmanager in der Lage sind, auf zukünftige Marktereignisse aufgrund eines Informationsvorteils zu reagieren und entsprechende Positionen einzugehen, was auch unter Betrachtung der Prinzipal-Agent-Theorie problematisch ist, sofern dieser nicht auf Insiderwissen basiert. Hinzu kommt, dass es in der Vergangenheit bei weitem die überwiegende Anzahl der Fondsmanager nicht geschafft hat, den Vergleichsindex zu schlagen, was zusätzliche Fragen aufwirft. Tatsache ist, dass zumindest die Fondsgesellschaften durch die diversen Gebühren der Investmentfonds verdienen werden und daher auch dieses Modell in Zukunft weiterhin verstärkt anbieten und bewerben werden.